# Parafia św. Bartłomieja w Szyszkach
Parafia pw. Świętego Bartłomieja w Szyszkach – parafia rzymskokatolicka należąca do dekanatu pułtuskiego, diecezji płockiej, metropolii warszawskiej. 